# Palacio de Al-Qudaibiya
El Palacio de Al-Qudaibiya o Palacio de Gudaibiya es un palacio en Gudaibiya, en Manama, Baréin. Ubicado a la salida de la Avenida Bani Otbah y la autopista Al Fatih, que se encuentra al oeste de la Mezquita Al-Fateh, al suroeste del Antiguo Palacio de Manama, el Jardín Andalus y el cementerio de Manama. Se trata de un palacio rosa claro, en forma de cúpula de cebolla. Durante décadas el palacio ha albergado algunas de las conferencias más importantes a nivel político y relacionadas con la economía del país, teniendo un papel destacado en sus relaciones exteriores.